# Mario Soto
Mario Soto Benavides (Santiago, 1950. július 10. – ) chilei válogatott labdarúgó.

## Pályafutása

### Klubcsapatban
1969 és 1973 között a Magallanes játékosa volt. 1974 és 1976 között az Unión Española csapatában játszott. 1977-ben kis ideig a brazil Palmeirasban szerepelt. 1978-tól 1985-ig a Cobreloát erősítette és három bajnoki címet szerzett. 1986-ban a Deportes Concepción és az Audax Italiano játékosa volt. 1987-ben a Lozapenco együttesében fejezte be a pályafutását. 

### A válogatottban
1975 és 1985 között 48 alkalommal szerepelt a chilei válogatottban és 1 gólt szerzett. Részt vett az 1975-ös és az 1979-es Copa Américán, illetve az 1982-es világbajnokságon, ahol az Ausztria elleni csoportmérkőzésen még nem kapott lehetőséget, majd az NSZK ellen kezdőként, Algéria ellen pedig csereként lépett pályára.

## Sikerei
Unión Española
- Chilei bajnok (1): 1975

Cobreloa
- Chilei bajnok (3): 1980, 1982, 1985